# Хелмштат-Барген
Хелмштат-Барген (њем. Helmstadt-Bargen) општина је у њемачкој савезној држави Баден-Виртемберг. Једно је од 54 општинска средишта округа Рајн-Некар. Према процјени из 2010. у општини је живјело 3.778 становника. Посједује регионалну шифру (AGS) 8226106.

## Географски и демографски подаци
Хелмштат-Барген се налази у савезној држави Баден-Виртемберг у округу Рајн-Некар. Општина се налази на надморској висини од 219 метара. Површина општине износи 28,0 km². У самом мјесту је, према процјени из 2010. године, живјело 3.778 становника. Просјечна густина становништва износи 135 становника/km².